# Syngonanthus pittieri
Syngonanthus pittieri är en gräsväxtart som beskrevs av Harold Norman Moldenke. Syngonanthus pittieri ingår i släktet Syngonanthus och familjen Eriocaulaceae.
Artens utbredningsområde är Panamá. Inga underarter finns listade i Catalogue of Life.